# São Félix da Marinha
São Félix da Marinha – parafia (freguesia) gminy Vila Nova de Gaia. W 2011 miejscowość była zamieszkiwana przez 12 706 osób.